# Republik Formosa
Die Republik Formosa (chinesisch 臺灣民主國, Pinyin Táiwān Mínzhǔguó, auch Demokratische Republik Taiwan) war eine Republik auf der Insel Taiwan, die nach dem Ersten Japanisch-Chinesischen Krieg zwischen dem Abzug der Streitkräfte der Qing-Dynastie und der Errichtung der japanischen Kolonie Taiwan zwischen Mai und Oktober 1895 bestand. Es handelte sich um einen völkerrechtlich nicht allgemein anerkannten Staat.

## Geschichte
Die Bestimmungen des Vertrags von Shimonoseki, in dem die Qing-Regierung nach der chinesischen Niederlage im Krieg gegen Japan der Abtretung Taiwans an Japan zustimmte, riefen auf der Insel Widerstand hervor. Angesichts der Ohnmacht der Qing-Regierung, von der keine Hilfe zu erwarten war, entschlossen sich Angehörige der Oberschicht von Taipeh, vor dem Eintreffen der japanischen Besatzer auf Taiwan eine Republik zu gründen, um den Japanern Widerstand zu leisten. Am 24. Mai 1895 wurde eine englische Übersetzung der Unabhängigkeitserklärung an alle Botschaften auf der Insel überstellt, am folgenden Tag wurde die Republik ausgerufen: Eine Gruppe von qingtreuen Beamten und lokalen Würdenträgern proklamierte die Unabhängigkeit von China und eine neue Republik Formosa. Als erster Präsident wurde Tang Jingsong, letzter Qing-Gouverneur der Provinz Taiwan, eingesetzt. Tang stimmte seiner Ernennung nur widerwillig zu. Ziel der Republik war nicht die langfristige Unabhängigkeit, sondern das Gewinnen von Zeit, in der Hoffnung auf das Eingreifen westlicher Großmächte, vor allem Frankreichs oder Großbritanniens, die Japan in die Schranken weisen sollten. Letztlich verfolgte die Republik das Ziel des Wiederanschlusses an China.
Am 29. Mai begann mit Landung japanischer Truppen in Keelung die Japanische Invasion Taiwans. Die Stadt wurde am 3. Juni erobert – am Folgetag flohen Präsident Tang und sein Vizepräsident Qiu Fengjia an Bord eines deutschen Schiffes nach Festlandchina. Nach Plünderungen durch Söldner aus Guangdong, die unter dem Kommando der Republik gestanden hatten, ergab sich die Stadt Taipeh den Japanern kampflos. Die verbliebenen Anhänger der Republik flohen nach Tainan, wo Liu Yongfu den Widerstand als „Oberster Befehlshaber“ fortsetzte, ohne formell das Amt des Präsidenten innezuhaben. Nach Scharmützeln zwischen japanischen und republikanischen Kräften rückten die Japaner im Oktober auf Tainan vor, woraufhin Liu aufs Festland floh. Mit der Kapitulation Tainans am 21. Oktober endete die 150-tägige Geschichte der Republik.

## Bedeutung
Die Republik Formosa war das Konstrukt eines Teils der urbanen Oberschicht Taiwans und qingtreuer Beamtenschaft und zu keiner Zeit durch den Willen der Bevölkerung legitimiert. Ihre Armee bestand zumeist aus Söldnern aus den Provinzen Fujian und Guangdong, die kaum Kampfmoral aufwiesen und teilweise selbst auf Taiwan plünderten, bevor sie sich im Gefolge ihrer Kommandeure nach China absetzten. Die Hauptlast des militärischen Widerstands gegen Japan trugen unabhängige Bewegungen im Volk, die noch Jahre nach Auflösung der Republik andauerten.
Obgleich die Republik Formosa von manchen Historikern oder Politikern als erste Republik Asiens bezeichnet wird, folgt sie tatsächlich der Republik Ezo, die am 25. Dezember 1868 ausgerufen worden war. Trotz der Namensähnlichkeit wird von heutigen Befürwortern einer Republik Taiwan eine Verbindung zwischen der Republik Formosa und der heutigen Republik China abgestritten, weil die erste Republik aus Loyalität zur chinesischen Regierung auf dem chinesischen Festland gegründet worden war, während die heutige Republik China sich von der Regierung Volksrepublik China auf dem Festland distanziert.
Eine 1909 angefertigte Kopie der Flagge der Republik Formosa wurde 2016 zum Nationalen Kulturschatz erklärt und sie ist eine der ältesten Exponate des Taiwan-Nationalmuseum.

## Führende Persönlichkeiten der Republik Formosa
- Tang Jingsong (Präsident, 25. Mai 1895 – 5. Juni 1895)
- Liu Yongfu (Oberster Befehlshaber, 5. Juni 1895 – 21. Oktober 1895)[7]